# I Hate Rock’n’Roll
I Hate Rock’n’Roll – album T.Love wydany 27 marca 2006 roku. Pojawiły się na niej utwory napisane przez dawnych muzyków grupy – Janka Benedeka, Andrzeja Zeńczewskiego i Janusza Knorowskiego. W nagraniu gościnnie udział wzięli Wojciech Waglewski i Jan Pęczak, który napisał też dwa utwory na płytę. Płyta wielu fanom przypomina stare dokonania grupy T.Love. Całość utrzymana jest w stylistyce rockowej, choć znalazły się na niej też piosenki w konwencji reggae. Na singlach wydano utwory „Gnijący świat”, „Jazz nad Wisłą”, „Czarnuch” oraz „Ścierwo”, do trzech pierwszych nakręcono też teledyski.
Płytę wydano także w edycji kolekcjonerskiej, zawierającej dodatkowo wersje demo sześciu piosenek, które nie zostały wydane lub zostały wydane w innych wersjach. Edycja ta zawierała również nośnik DVD z filmem z powstawania płyty, z teledyskiem piosenki „Gnijący świat” oraz reportażem z jego planu.
Nagrania dotarły do 2. miejsca listy OLiS, a album uzyskał certyfikat złotej płyty za sprzedaż ponad 15 000 egzemplarzy.

## Lista utworów
1. „Love and Hate”
2. „Czarnuch”
3. „Foto”
4. „Make War Not Love”
5. „Deadstar”
6. „Sex – komp – TV (2 IV 05)”
7. „Dlatego”
8. „Ścierwo”
9. „Gnijący świat”
10. „Jazz nad Wisłą”
11. „Mr President”
12. „Forever Punk”
13. „Pracuj albo głoduj”
14. „Tylko miłość”
15. „Dreszcz”

Dodatkowo, w edycji kolekcjonerskiej:
1. „Variatenhaus”
2. „Sieroszewskiego”
3. „The Best”
4. „Ścierwo” (wersja szybka)
5. „Clashsong”
6. „Gnijący świat”

## Skład
- Muniek Staszczyk – śpiew
- Jacek Perkowski – gitara
- Maciej Majchrzak – gitara
- Paweł Nazimek – gitara basowa
- Michał Marecki – instrumenty klawiszowe
- Jarosław Polak – perkusja

Gościnnie
- Wojciech Waglewski – gitara
- Jan Pęczak – gitara, przeszkadzajki
- Tomasz „Ragaboy” Osiecki – sitar